# 各務原市立中央小学校
各務原市立中央小学校（かかみがはらしりつ ちゅうおうしょうがっこう）は、岐阜県各務原市各務西町にある小学校。

## 概要
- 各務原市立鵜沼第二小学校、各務原市立各務小学校、各務原市立蘇原第一小学校、各務原市立蘇原第二小学校の校区の一部を編入して設置された。各務原市では各務原市立陵南小学校に次いで新しい小学校である。各務原市立中央中学校の西に隣接する。
- 通学区域（自治会名による）は、川崎北、川崎南、三ツ池西第1、三ツ池西第2、三ツ池西第3、三ツ池西第4、各務西組第1、船山町西、坂井、東島町、三柿野東、東栄町南、東栄町、中央町、山の前（1丁目のみ）であり[1]、公立中学校の場合の進学先は各務原市立中央中学校である[2]。

## 沿革
- 1977年（昭和52年）9月 - 校舎工事開始。
- 1978年（昭和53年）
  - 3月 - 北舎特別教室・南舎普通教室完成。
  - 4月 - 開校。開校時点の学級数は13学級、児童数は464名。
  - 6月 - 国旗掲揚塔・花壇が完成。
  - 7月 - プール完成。
  - 9月 - 北舎前に庭園が完成。
- 1979年（昭和54年）2月 - 体育館完成。校歌制定。
- 1981年（昭和56年）
  - 3月 - 視聴覚・家庭科特別教室完成。
  - 4月 - 青空活動開始。運動着決まる。
- 1983年（昭和58年）3月 - 校歌碑庭園ができる。
- 1984年（昭和59年）
  - 3月 - 足洗い場ができる。
  - 4月 - はだし運動始まる。
  - 8月 - 理科室改築。
- 2003年（平成15年） - 肢体不自由学級を設置。

## 周辺施設
- 各務原警察署
- 東海中央病院
- 各務原市民会館
- 各務原市立中央中学校

## 交通機関

### JR
- 高山本線蘇原駅より徒歩20分。

### 名古屋鉄道
- 各務原線三柿野駅より徒歩20分。

### 岐阜バス
- 「各務原市民会館前」バス停より徒歩約6分。
  - JR岐阜駅バスターミナル（岐阜駅北口）、名鉄岐阜のりば（名鉄岐阜駅西）より尾崎団地線「三柿野駅」行き、岐阜各務原線「各務西町営業所」行き。
  - 名古屋鉄道各務原線三柿野駅よりVRテクノ線「テクノプラザ」行き、倉地線「せき東山」行き。

### 各務原市ふれあいバス
- 蘇原線・稲羽線・東西線・東西線朝夕便「各務原市民会館前」バス停より徒歩6分。

## その他
- 各務原市立中央小学校が建っている場所は、かつて赤星山という山であった。太平洋戦争時、陸軍各務原飛行場、及び周辺の軍需工場の防空壕が存在したが、1945年（昭和20年）6月22日の各務原空襲の際1t爆弾の直撃を受け、多くの犠牲者がでた。